# Amina biogênica
As aminas biogênicas ou monoaminas são um grupo de aminas (compostos orgânicos nitrogenados) encontradas na natureza, derivadas da descarboxilação enzimática de aminoácidos naturais. O termo biogênicas significa produzidas pela ação de organismos vivos ou essencial à vida e sua manutenção.
Muitas aminas biogênicas possuem poderosos efeitos fisiológicos, por exemplo: histamina, serotonina, epinefrina, norepinefrina, tiramina. Aqueles derivados de aminoácidos aromáticos, além daqueles análogos sintéticos (p/ex. anfetamina) são utilizados em farmacologia.
Entre os neurotransmissores do sistema nervoso central (SNC), existem algumas monoaminas importantes. Um grupo delas é formado por uma parte alifática, a amina, e uma parte aromática, o catecol. Outro grupo de monoaminas contém o radical, o indol. Devido à presença desses dois tipos de radicais nas monoaminas neurotransmissoras, designam-se estas substâncias com os nomes de catecolaminas e indolaminas, em consonância com a presença nelas do radical catecol ou indol.
As catecolaminas mais conhecidas são em número de três: a dopamina, a norepinefrina (ou noradrenalina) e a epinefrina (ou adrenalina). A serotonina ou 5-hidroxitriptamina é uma indolamina neurotrasmissora; já a histamina é uma etilamina.